# Infestation
Als Infestation (von lat.: infestare, angreifen) wird die Besiedlung eines Organismus mit einem Parasiten bezeichnet, der sich im Wirtsorganismus nicht vermehrt. Gleichbedeutend wird auch der Begriff Invasion verwendet.
Als Beispiel kann die Besiedelung des Darmtrakts mit einem Bandwurm angeführt werden, etwa mit dem Rattenbandwurm Hymenolepis diminuta, wobei die Zwischenwirte Mehlwürmer und Larven des Hunde- und Rattenflohs sind und sich der Mensch über die Aufnahme infizierter Insektenlarven mit der Nahrung infiziert.
Die Wiederbesiedlung eines Wirtes nach zunächst erfolgreicher Kur nennt man Reinfestation.